# Carina Van Cauter
Carina Elisabeth Jan Van Cauter (Merchtem, 27 juni 1962) is een Belgisch politica voor de Open Vld die sinds 2020 aangesteld is als gouverneur van de provincie Oost-Vlaanderen.

## Levensloop
Van Cauter is de dochter van de voormalige wielrenner Emiel Van Cauter. In 1985 huwde ze met Johan Van Tittelboom, die burgemeester van Herzele werd. Samen hebben ze twee kinderen. Nog in 1985 studeerde ze af als licentiaat in de rechten aan de Katholieke Universiteit Leuven. Vervolgens was ze van 1986 tot 2020 advocate aan de balie van Oudenaarde. Ook bemiddelde ze in familiezaken.

### Kamerlid
In oktober 2000 werd Carina Van Cauter voor de VLD verkozen tot provincieraadslid van Oost-Vlaanderen. In de provincieraad werd ze voorzitter van de commissie Gelijkekansenbeleid en volgde ze de ontwikkeling van het Provinciaal Archeologisch Museum in Velzeke op. In 2004 werd ze gedeputeerde van de provincie, in de periode 2004-2006 bevoegd voor milieu, communicatie en toerisme en van 2006 tot 2007 belast met Sport, Stedenbouw en Personeel.
Bij de verkiezingen van juni 2007 werd ze vanaf de tweede plaats op de Kamerlijst van Oost-Vlaanderen verkozen en nam ze ontslag als provincieraadslid en gedeputeerde. Daarin werd zij opgevolgd door Hilde Bruggeman. Ze bleef lid van de Kamer van volksvertegenwoordigers tot in mei 2019.
Tijdens de legislatuur 2007-2010 zetelde zij in de Kamer in de commissies Justitie, Naturalisaties en de werkgroep Overheidsaansprakelijkheid. Tevens was zij lid van de onderzoekscommissie belast met het onderzoek van de grote fiscale fraudedossiers. Samen met senator Martine Taelman was zij afgevaardigd door Open Vld in de Atomiumwerkgroep, belast met de hervorming van de Justitie.
Hoewel haar partij Open Vld een zware nederlaag leed, werd Van Cauter bij de verkiezingen van juni 2010 herkozen in de Kamer. Ze werd lid van de commissies Grondwetsherzieningen en Naturalisaties. Tevens werd zij als plaatsvervanger actief in de commissie Justitie.
Bij de oprichting van de Parlementaire Commissie Seksueel Misbruik in Gezagsrelaties in 2010 (en in het bijzonder de Katholieke Kerk), waar zij zich vanaf het begin van de crisis binnen de Katholieke Kerk voor had ingezet, werd zij aangesteld als ondervoorzitter van deze commissie. Haar aandeel in deze werd extra onder de loep genomen omdat zij bekendmaakte in 1972 zelf het slachtoffer van ontvoering en poging tot aanranding te zijn geweest.
In de commissie Naturalisaties lag zij aan de basis van nieuwe strengere criteria om Belg te worden die in januari 2011 ingingen. Haar wensen hierbij betroffen de bereidheid te integreren, het kennen van één der landstalen en de bereidheid de taal van woonplaats aan te leren. Zij was tevens co-auteur van de nieuwe nationaliteitswet die een antwoord moest bieden op de vele verzuchtingen van de Snel-Belg-wet. Haar wet - die het verwerven van nationaliteit koppelde aan werk, taal en integratie - ging van kracht op 1 januari 2013.
In februari 2011 werd zij door de redactie van Actua-TV uitgeroepen tot beste en hardst werkende parlementslid. Zo was zij te zien in de uitzending van Actua-Rapport op 12 februari 2011 waar ze het had over de minnelijke schikking en de afschaffing van het bankgeheim, de problemen rond onderzoeksrechters en procedures, de verstrenging van de naturalisatie en de werkzaamheden in de bijzondere commissie seksueel misbruik.
In maart 2014 bracht De Standaard het rapport uit van alle zetelende parlementsleden. Carina Van Cauter kwam er als beste uit met een score van 8/10. Vooral haar werk binnen de commissie Justitie, de commissie Seksueel Misbruik en haar nieuwe wet rond de Belgische nationaliteit werden hiervoor in rekening gebracht.
Bij de verkiezingen van mei 2014 werd ze herkozen als Kamerlid. Ze werd daarna door haar partij benoemd als fractieleider. Ze bleef dit tot oktober 2014.
Bij de verkiezingen van mei 2019 was ze lijsttrekker van de Oost-Vlaamse Open Vld-lijst voor het Vlaams Parlement. Hoewel de Open Vld een zetel verloor in Oost-Vlaanderen, kreeg ze 36.883 voorkeurstemmen en stond daarbij op de dertiende plaats van meest aantal voorkeurstemmen voor het Vlaams Parlement. In het Vlaams Parlement was ze vanaf oktober 2019 voorzitter van de commissie Leefmilieu, Ruimtelijke Ordening, Natuur en Energie, alsook lid van de commissie Algemeen Beleid, Financiën, Begroting en Justitie. Ook werd ze door haar partij afgevaardigd naar de Senaat als deelstaatsenator. In de Senaat werd ze fractieleidster voor Open Vld. In september 2020 nam ze ontslag uit haar parlementaire functies.

### Gouverneur Oost-Vlaanderen

Vlag van de gouverneur van Oost-Vlaanderen

Na een twee jaar aanslepend conflict binnen de coalitie van eerst de regering-Bourgeois (en sinds 2019 de regering-Jambon) en een vrijwillige intrekking van haar kandidatuur, werd Van Cauter op 17 juli 2020 uiteindelijk toch door de Vlaamse Regering aangesteld als provinciegouverneur van Oost-Vlaanderen. De benoeming was omstreden omdat de Aalsterse algemeen directeur Wim Leerman, die eind 2018 bij een objectieve procedure uitgevoerd door een onafhankelijk extern bureau (Ascento) volgens de functioneel bevoegde minister, Liesbeth Homans (N-VA),  met voorsprong uit een shortlist van 15 kandidaten als beste werd geselecteerd, toch opzij werd geschoven. De benoeming stuitte dan ook op kritiek, niet enkel bij Leerman zelf, die een beroep tot nietigverklaring omwille van machtsafwending instelde bij de Raad van State, maar ook bij de Vlaamse oppositiepartijen Vlaams Belang, sp.a en Groen. Zij spraken van een platte politieke benoeming en een hoogdag van de particratie. Er is heden nog geen uitspraak gedaan door de Raad van State.
Van Cauter zetelde tevens van 2014 tot 2020 in het dagelijks bestuur en de raad van bestuur van de Belgische wielersportfederatie Belgian Cycling en was er voorzitster van de commissie vrouwenwielrennen. Sinds 2019 is ze voorzitter van de Oost-Vlaamse afdeling van de Vlaamse wielersportbond Cycling Vlaanderen.

## Eretekens
- Officier in de Leopoldsorde (8 juni 2024)